# Frans Carel Gefken
Frans Carel Gefken (Ubbergen, 6 juni 1850 – plantage Voorburg, 26 juni 1909) was een bestuurder en politicus in Suriname.
Hij was vanaf 1884 ruim 25 jaar directeur-administrateur van de plantage Voorburg. Daarnaast was hij actief in de politiek. Nadat George Henry Barnet Lyon in 1892 de Koloniale Staten verliet werd Gefken bij tussentijdse verkiezingen gekozen als zijn opvolger. In 1904 werd Isaac da Costa van vicevoorzitter benoemd tot voorzitter waarbij Gefken benoemd werd tot vicevoorzitter. Hij zou die functie blijven vervullen tot hij in 1909 op 59-jarige leeftijd overleed.